# Ivan Franjić
Ivan Franjić (Melbourne, 10 de setembro de 1987), é um futebolista Australiano que atua como zagueiro ou meia. Atualmente, joga pelo Melbourne City.

## Títulos

### Brisbane Roar
- A-League Premiership: 2010–11, 2013–14
- A-League Championship: 2010–11, 2011–12, 2013–14